# Hasday ibn Shaprut
Ḥasdāy (Abū Yūsuf ben Yitzhak ben Ezra) ibn Shaprūṭ (in ebraico חסדאי אִבְן שַפְרוּט‎?; in arabo ﺣﺴﺪﺍﻱ ﺑﻦ ﺷﺒﺮﻭﻁ‎?; Jaén, 910 circa – Cordova, 975 circa) è stato un medico, diplomatico e letterato ebreo di al-Andalus.
È la prima personalità ispano-ebraica la cui vita e la cui opera si conoscano con dettagliata certezza.
In gioventù, Ḥasdāy imparò l'ebraico, l'arabo e il latino, lingua quest'ultima che allora era conosciuta nella Penisola Iberica e, specialmente, in al-Andalus solo dalle supreme gerarchie religiose cristiane. Studiò anche medicina e si disse che avesse scoperto un rimedio universale, o panacea, definito "al-Fārūq" (che distingue [fra bene e male]). Fu medico del califfo ʿAbd al-Raḥmān III (912-961) e grazie alle sue qualità divenne uno dei suoi principali consiglieri. Per quanto non ricevesse mai il titolo ufficiale di ḥāgib, esercitò tuttavia funzioni simili a quelle di un attuale ministro degli Esteri e presenziava alle dogane nel porto fluviale di Cordova. Instaurò alleanze fra il califfato di Cordova e altre potenze, e fu incaricato di ricevere ambasciate, come quella che nel 949 inviò a Cordova l'Imperatore bizantino Costantino VII, che portò come omaggio al califfo un magnifico codice dell'opera botanica di Dioscoride, assai apprezzato dai medici e dai naturalisti arabo-musulmani. Con l'ausilio di un colto monaco bizantino di nome Nicola, Ḥasdāy tradusse l'opera in arabo.

## Attività diplomatica
Prestò importanti servigi al califfo negoziando con l'ambasciata, alla quale guida era Juan abate di Gorze, che fu mandata a Cordova nel 956 da Ottone I. Il Califfo, temendo che la lettera dell'imperatore germanico potesse contenere parole offensive per l'Islam, incaricò Ḥasdāy affinché negoziasse con i delegati. Ḥasdāy intuì subito che questa lettera non poteva essere inoltrata al Califfo senza prima essere ripulita da tutto ciò che poteva risultare offensivo per la fede musulmana. L'ambasciatore Juan di Gorze affermò che non aveva "mai visto un uomo di un intelletto così sopraffino come l'ebreo Hasdeu" ("Vita Johannis Gorziensis," ch. cxxi., en Pertz, "Monumenta Germaniæ," iv. 371).
Ottenne un altro brillante trionfo diplomatico quando sorsero difficoltà tra i regni di León e di Navarra. Sancho I di León era stato deposto dai sostenitori di Ordoño IV di León. Grazie all'attività di Ḥasdāy, la nonna di Sancho, l'ambiziosa regina Toda di Navarra, chiese aiuto ad ʿAbd al-Raḥmān III affinché questi tornasse a far sedere sul trono suo nipote. Quest'ultimo, nel frattempo, fu curato a Cordova dal medico ebreo a causa della sua obesità. Le truppe alleate dei musulmani e dei navarresi vinsero contro Ordoño IV e permisero così a Sancho di sedersi di nuovo sul trono. In cambio, il re di León consegnò al califfo dieci castelli lungo la valle del Duero. Hasdāy mantenne una sua influenza presso la corte del figlio e successore di ʿAbd al-Raḥmān, al-Ḥakam II, che superò persino suo padre in quanto a interesse per la scienza e la cultura.

## Ruolo nella cultura ebraica di al-Andalus
Ḥasdāy intervenne presso l'imperatrice Elena, figlia dell'Imperatore bizantino Romano I in difesa della comunità ebraica del sud Italia che l'imperatore voleva obbligare a convertirsi al Cristianesimo. Dal secolo XI circolò nelle comunità ebree di al-Andalus una lettera in ebraico scritta da lui e diretta al re dei Cazari, popolo che abitava a nord de Mar Nero e aveva abbracciato la fede ebraica come religione ufficiale. Nella lettera, Ḥasdāy chiedeva informazioni sul paese abitato dagli Cazari, e li informava della situazione degli ebrei in Occidente. Certi autori, come Baer, dubitano tuttavia che questa lettera, pubblicata nel secolo XVI, sia veramente opera di Shapruṭ
Mantenne relazioni con varie scuole rabbiniche dell'Oriente, come quelle di Qayrawān e Costantina, e quelle di Mesopotamia. Promosse gli studi rabbinici, nominando Moses ben Hanoch direttore di una scuola, e riuscendo a svincolare il pensiero ebraico occidentale dall'influenza irachena. La sua figura segna il principio della florida cultura ebraica andalusa. Stimolò lo studio della letteratura ebrea, e appoggiò intellettuali come Menahem ben Saruq da Tortosa, che fu un protetto di suo padre, e Dunash ben Labrat. Entrambi dedicarono poemi al loro mecenate.